# 函館短期大学
函館短期大学（はこだてたんきだいがく、英語: Hakodate Junior College）は、北海道函館市に本部を置く日本の私立短期大学。1953年創立、1953年大学設置。短大の略称は函短。

## 概観

### 大学全体
- 北海道函館市に所在する日本の私立短期大学で、設置主体は学校法人野又学園[1]。
- 1953年に函館商科短期大学として開学。後に食物栄養学科を増設し、2学科体制となったが商科が函館大学に譲渡。それからは、食物栄養学科のみの単科短大になったが2009年度より保育学科も増設された。

### 建学の精神（校訓・理念・学是）
- 函館短期大学における建学の精神は「報恩感謝、常識涵養、実践躬行」となっている。

### 教育および研究
- 函館短期大学は食物栄養学科のみが設置されているが、栄養士に加えて調理師や製菓衛生師、教育職員など目的に合せたコースがある。2009年より保育者の養成も執り行っている。

### 学風および特色
- 函館短期大学は1955年創立の栄養専門学校を含めると、50年以上の歴史がある。
- 2006年 財団法人短期大学基準協会による第三者評価の結果、適格と認定されている。
- 卒業後、系列の函館大学へ編入学する学生も目立っている。
- 修業年限は昼間部2年制となっているが、社会人入学生に対しては3年以上6年以内で学修できる「社会人ゆっくり修学」制度を利用することができるという特徴もある。

## 沿革
- 1953年
  - 1月31日 左記を以て文部省[注 2]より短期大学の設置が認可される[2]
  - 4月1日 函館商科短期大学（はこだてしょうかたんきだいがく）として以下の学科体制にて開学[3]。
    - 商科 入学100名
- 1954年
  - 5月1日 学生数[4]/定員
    - 商科 242[注 3]/200
- 1955年
  - 函館栄養専門学校が開校する[注釈 1]。
- 1962年
  - 4月1日 商科に第二部を増設し、以下の学科体制をとる[5]。
    - 商科
      - 第一部[注釈 2]
      - 第二部[注釈 2]

  - 5月1日 学生数[6]/定員
    - 商科
      - 第一部 203[注 4]/200
      - 第二部 99[注 5]/100

  - 10月1日 函館短期大学に改名される[注釈 3]。
- 1963年
  - 4月1日 以下の学科を増設する[注釈 3]。
    - 栄養科 入学定員50名

  - 5月1日 学生数[8]/定員
    - 商科
      - 第一部 212[注 6]/200
      - 第二部 171[注 7]/200

    - 栄養科 64[注 8]/50
- 1964年
  - 4月1日 以下の学科については、この年度で学生募集を最終とする[注 9]。
    - 商科
      - 第一部
      - 第二部

  - 5月1日 学生数[11]/定員
    - 商科
      - 第一部 183[注 10]/200
      - 第二部 184[注 11]/200

    - 栄養学科 91[注 12]/100
- 1965年
  - 5月1日 学生数[12]/定員
    - 商科
      - 第一部 73[注釈 4]/100　
      - 第二部 92[注釈 4]/100

    - 栄養学科 125[注釈 5]。/100
- 1966年
  - 3月31日 以下の学科・専攻については左記をもって正式に廃止とする[13]。
    - 商科
      - 第一部
      - 第二部

  - 4月1日 栄養科を食物栄養学科に改称し、入学定員を50→100に増員[注 13]。
  - 5月1日 学生数[15]/定員
    - 食物栄養科 185[注釈 6]/150
- 1974年
  - 4月1日 食物栄養科を食物栄養学科に改称[注 14]。
- 1985年
  - 5月1日 学生数[18]/定員
    - 食物栄養学科 112[注釈 5]/200
- 1992年
  - 5月1日 学生数[注 15]/定員
    - 食物栄養学科 330[注釈 6]/200
- 1999年
  - 5月1日 学生数[21]/定員
    - 食物栄養学科 211[注釈 6]/200
- 2007年
  - 4月1日 食物栄養学科の入学定員を100→120に増員[22]。
- 2009年
  - 4月1日 以下の学科を増設する[23]。
    - 保育学科 入学定員100名
- 2016年
  - 4月1日 食物栄養学科の入学定員を120→100に減員[24]。
- 2017年
  - 4月1日 学科の入学定員減あり[25]。
    - 食物栄養学科 100→90
    - 保育学科 100→90
- 2019年
  - 4月1日 学科の入学定員減あり[26]。
    - 食物栄養学科 90→60
    - 保育学科 90→60

## 基礎データ

### 所在地
- 北海道函館市高丘町52-1

### 象徴
- カレッジマークは右記資料を参照のこと[注 16]
- 函館商科短期大学における1956年11月19日に校歌が制定される[注釈 1]。

### 交通アクセス
- JR函館本線函館駅より、函館バス14番「函館大学前」バス停留所下車。
- 函館市電湯の川停留場下車。徒歩で20分程度。

## 教育および研究

### 組織

#### 現存する学科
- 食物栄養学科[注釈 7]
  - 調理栄養コース：併設の調理師専門学校にも通うことで調理師や製菓衛生師も目指すためのコース。
  - 福祉栄養コース：訪問介護員として必要な諸科目もある。
  - スポーツ栄養コース：スポーツに関する諸科目もある。調理師専門学校との掛け持ちで調理師資格も取得できる。
  - 教職栄養コース：教育職員を目指す人のための科目もある。
- 保育学科[注釈 7]

#### 過去に存在した学科
- 商科
  - 第一部[注釈 8]
  - 第二部[注釈 8]

#### 設置計画のあった学科
- 食物栄養科第二部 入学定員100名[注 17]

#### 専攻科
- なし

#### 別科
- なし

### 取得資格について

#### 資格
- 栄養士：食物栄養学科
- 調理師：付設の専門学校とのダブルスクールで取得可能となっている。
- 保育士：保育学科

#### 受験資格
- 製菓衛生師：付設の専門学校とのダブルスクールで取得可能。

#### 教職課程
- 栄養教諭二種免許状：食物栄養学科
- 幼稚園教諭二種免許状：保育学科
- 中学校教諭二種免許状（家庭）がある。かつては、（保健）も設置されていた。
- かつてあった商科には、職業ほか高等学校教諭仮免許状（商業）も設置されていた[注 18]。

### 研究
- 『函館短期大学紀要』[35]
- 『函館短期大学研究報告』[36]
- 『函館商大論叢』[37]

## 学生生活

### 部活動・クラブ活動・サークル活動（一部）
- 体育系：エアロビクス・テニス・スポーツほか
- 文化系：料理・茶道・アウトドア・ボランティアほか

### 学園祭
- 函館短期大学の学園祭は毎年、概ね10月に行われている。

## 大学関係者と出身者
歴代学長
- 斎藤与一郎
- 登坂良作
- 野又貞夫
- 吉村克二
- 田村正
- 黒坂正次
- 野又肇

出身者
- 大野和雄 - 商学者

## 施設

### キャンパス
- フィットネスセンター
- テニスコート
- 調理実習室
- 情報処理演習室
- 化学実験室
- 図書館
- 学生食堂

## 対外関係

### 系列校
- 函館大学
- 函館大学付属有斗高等学校
- 函館大学付属柏稜高等学校
- 函館医療保育専門学校

## 卒業後の進路について

### 編入学・進学実績
- これまでの実績では系列の函館大学ほか北海道教育大学・北海道文教大学・酪農学園大学・東北女子大学・仙台大学・聖徳大学などがある。